# Euphorbia letestui
Euphorbia letestui là một loài thực vật có hoa trong họ Đại kích. Loài này được J.Raynal mô tả khoa học đầu tiên năm 1966.